# Talsperre Vale do Cobrão
Die Talsperre Vale do Cobrão (portugiesisch Barragem de Vale do Cobrão) liegt in der Region Alentejo Portugals im Distrikt Santarém. Sie staut den Vale Cobrão, einen linken (südlichen) Nebenfluss des Tejo zu einem Stausee auf. Die Stadt Samora Correia befindet sich ungefähr zehn Kilometer nordwestlich der Talsperre. Die Autobahn A13 führt ungefähr einen Kilometer östlich am Stausee vorbei.
Die Talsperre wurde 1982 fertiggestellt. Sie dient der Bewässerung. Die Talsperre ist im Besitz der Companhia das Lezírias.

## Absperrbauwerk
Das Absperrbauwerk ist ein Staudamm mit einer Höhe von 20 m über der Gründungssohle (14 m über dem Flussbett). Die Dammkrone liegt auf einer Höhe von 23 m über dem Meeresspiegel. Die Länge der Dammkrone beträgt 510 m und ihre Breite 5 m. Das Volumen des Staudamms umfasst 500.000 m³.
Der Staudamm verfügt sowohl über einen Grundablass als auch über eine Hochwasserentlastung. Über die Hochwasserentlastung können maximal 315,71 m³/s abgeleitet werden. Das Bemessungshochwasser liegt bei 305,8 m³/s.

## Stausee
Beim normalen Stauziel von 21,85 m erstreckt sich der Stausee über eine Fläche von rund 1,1 km² und fasst 6,2 Mio. m³ Wasser.